# Мэлоун, Джена
Дже́на Лейн Мэло́ун (англ. Jena Laine Malone; род. 21 ноября 1984, Спаркс, Невада, США) — американская актриса, музыкант и фотограф.

## Биография
Мэлоун родилась в Спарксе, штат Невада. Её матери, Дебби Мэлоун, на тот момент было 22 года, она была не замужем. У Джены есть сводная сестра Мэдисон. С 2002 года училась на фотографа в колледже Северной Калифорнии.
В 1991 году Мэлоун исполнила небольшую роль в одном из эпизодов американского телесериала «Розанна», но известность пришла к ней с ролями в фильмах «Ублюдок из Каролины» (1996 год), «Контакт» (1997) и «Мачеха» (1998 год).
В 1999 году в семье Мэлоун произошёл разлад: доходы от актёрской деятельности Джены являлись основным источником семейного бюджета, но самостоятельно распоряжаться ими она не могла, так как была несовершеннолетней. Собрав необходимые доказательства нерациональной траты денег своей матерью, молодая актриса подала на неё в суд. Юстиция по делам несовершеннолетних встала на сторону Джены, дав ей право самой управлять заработанными денежными средствами.
В 2001 году на экраны вышел фильм «Донни Дарко», в котором Джена исполнила роль подруги Донни, Грэтхен Росс. В то время она играла свои последние «подростковые роли»: Алисса Бек в фильме «Жизнь как дом», Мэрджи Флинн в фильме «Опасные игры», Бекки Поллард в фильме «Соединённые штаты Лиланда». Актриса также выступила сопродюсером фильма «Американская девочка» (2002), в котором играла главную роль.
В 2004 году снялась в главной роли в комедийной драме «Спасённая», а также озвучила одну из ролей в английской версии анимационного фильма «Ходячий замок». Позже снималась в фильме «Гордость и предубеждение» и участвовала в нескольких других проектах. Она могла сыграть роль Эмили в фильме «Крэйзи», но была заменена Бижу Филлипс.
В 2006 году Джена получила роль Кэрин МакКэндлесс в фильме Шона Пенна «В диких условиях», где выступила также в качестве рассказчика. Фильм вышел в 2007 году и вызвал положительную реакцию у критиков, а также был номинирован на несколько наград. Также 2006 год ознаменовался для неё дебютом на Бродвее в спектакле «Doubt».
Далее последовали фильм ужасов «Руины» и военная драма «Посланник» с её участием, у неё также была небольшая роль в картине «Солист» Джо Райта.

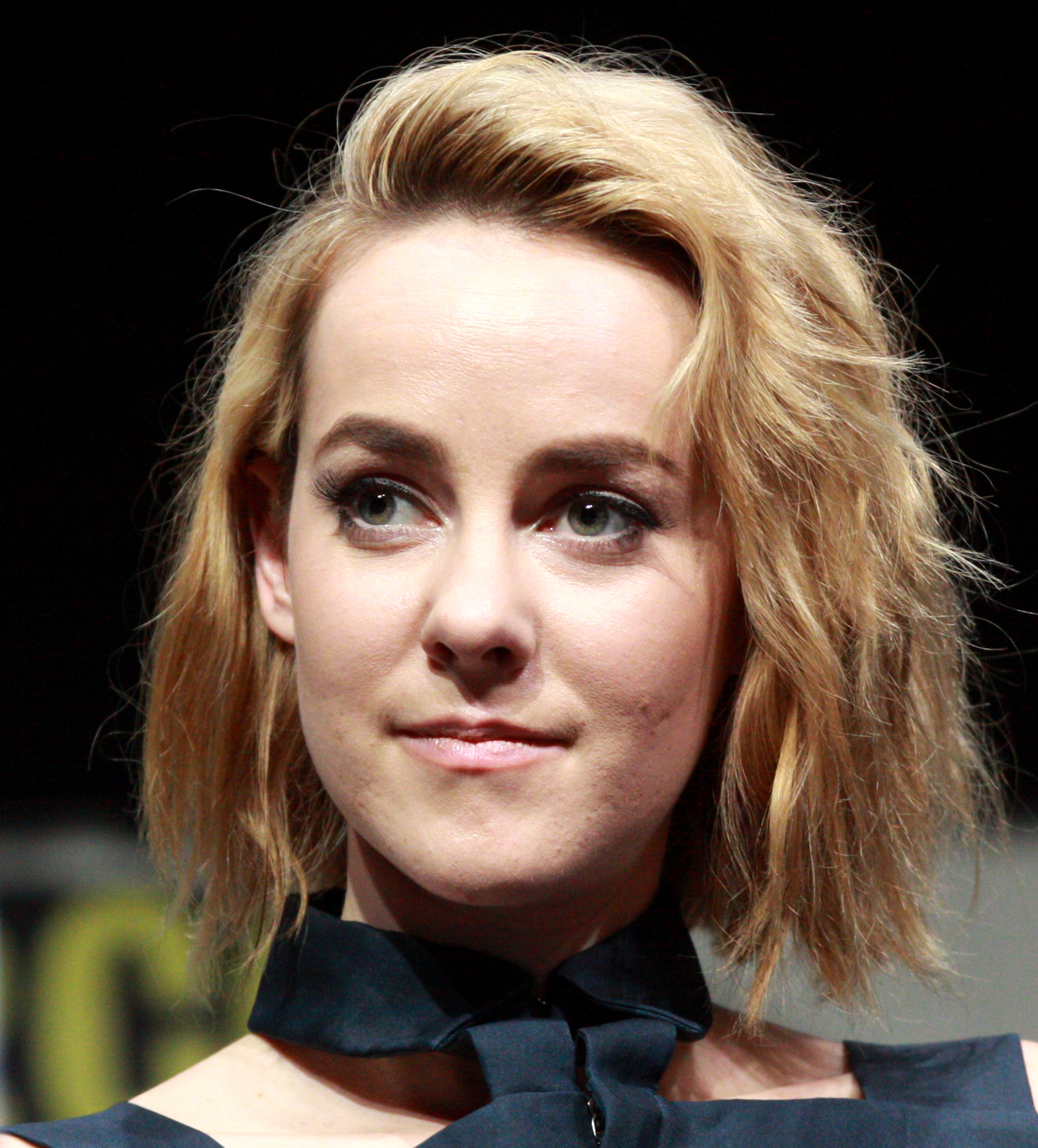
На San Diego Comic Con 2013 года

В 2011 году вышел фантастический триллер Зака Снайдера «Запрещённый приём», в котором она исполнила одну из главных ролей. Впервые в своей карьере Джена выполняла сложные трюки и обучалась боевому искусству для своей роли.
В 2012 году вышло два фильма с участием Мэлоун, «Ради Эллен» и «Человеческая природа».
В 2013 году исполнила роль победителя «71-х Голодных игр» от «Дистрикта 7» Джоанны Мэйсон в фильме «Голодные игры: И вспыхнет пламя». В том же году актриса сыграла в фильме «Ожидание».
В 2015-2016 годах Джена снялась в роли Джоанны Мэйсон в последних частях серии фильмов «Голодные игры»: «Голодные игры: Сойка-пересмешница. Часть 1» и «Голодные игры: Сойка-пересмешница. Часть 2».

## Личная жизнь
Мэлоун состояла в отношениях с фотографом Итаном ДеЛоренцо. В мае 2016 года у пары родился сын, Оуд Маунтин ДеЛоренцо Мэлоун. В августе 2016 года они объявили о помолвке, однако расстались в декабре 2017 года.

## Избранная фильмография
| Год  |     | Русское название                                                      | Оригинальное название                  | Роль               |
| ---- | --- | --------------------------------------------------------------------- | -------------------------------------- | ------------------ |
| 1996 | ф   | Ублюдок из Каролины                                                   | Bastard Out of Carolina                | Рут Энн Ботрайт    |
| 1996 | ф   | Скрыто в Америке                                                      | Hidden in America                      | Уилла              |
| 1997 | ф   | Контакт                                                               | Contact                                | маленькая Элли     |
| 1998 | ф   | Мачеха                                                                | Stepmom                                | Энн Харрисон       |
| 1999 | ф   | Ради любви к игре                                                     | For Love of the Game                   | Хизер Обри         |
| 2001 | ф   | Донни Дарко                                                           | Donnie Darko                           | Гретчен Росс       |
| 2001 | ф   | Жизнь как дом                                                         | Life as a House                        | Алисса Бек         |
| 2002 | ф   | Опасные игры                                                          | The Dangerous Lives of Altar Boys      | Мэрджи Флинн       |
| 2002 | ф   | Метка                                                                 | The Badge                              | Эшли Хардуик       |
| 2002 | ф   | Американская девочка                                                  | American Girl                          | Рена Грабб         |
| 2003 | ф   | Соединённые штаты Лиланда                                             | The United States of Leland            | Бекки Поллард      |
| 2003 | ф   | Гитлер: Восхождение дьявола                                           | Hitler: The Rise of Evil               | Ангелика Раубаль   |
| 2004 | ф   | Спасённая                                                             | Saved!                                 | Мэри               |
| 2004 | мф  | Ходячий замок                                                         | ハウルの動く城                         | Летти              |
| 2005 | ф   | Гордость и предубеждение                                              | Pride & Prejudice                      | Лидия Беннет       |
| 2005 | ф   | Баллада о Джеке и Роуз                                                | The Ballad of Jack and Rose            | Ред Берри          |
| 2006 | ф   | В расположении                                                        | Lying                                  | Грэйс              |
| 2007 | ф   | Четыре последние песни                                                | Four Last Songs                        | Фрэнки             |
| 2007 | ф   | За удачей                                                             | The Go-Getter                          | Джоэли             |
| 2007 | ф   | В диких условиях                                                      | Into the Wild                          | Кэрин МакКэндлесс  |
| 2008 | ф   | Руины                                                                 | The Ruins                              | Эми                |
| 2008 | ф   | Посланник                                                             | The Messenger                          | Кэлли              |
| 2009 | ф   | Солист                                                                | The Soloist                            | лаборантка         |
| 2010 | ф   | Пятизвёздочный день                                                   | 5 star day                             | Сара Рэйнольдс     |
| 2011 | ф   | Запрещённый приём                                                     | Sucker Punch                           | Ракета             |
| 2012 | с   | Хэтфилды и Маккои                                                     | Hatfields & McCoys                     | Нэнси Маккой       |
| 2013 | ф   | Голодные игры: И вспыхнет пламя                                       | The Hunger Games: Catching Fire        | Джоанна Мейсон     |
| 2014 | ф   | Голодные игры: Сойка-пересмешница. Часть 1                            | The Hunger Games: Mockingjay — Part 1  | Джоанна Мейсон     |
| 2014 | ф   | Врождённый порок                                                      | Inherent Vice                          | Хоуп Харлинген     |
| 2014 | кор |                                                                       | Memory 2.0                             | Софи               |
| 2015 | ф   | Анжелика                                                              | Angelica                               | Констанс           |
| 2015 | ф   | Голодные игры: Сойка-пересмешница. Часть 2                            | The Hunger Games: Mockingjay — Part 2  | Джоанна Мейсон     |
| 2016 | ф   | Бэтмен против Супермена: На заре справедливости (режиссёрская версия) | Batman v Superman: Dawn of Justice     | Дженет Клайберн    |
| 2016 | ф   | Неоновый демон                                                        | The Neon Demon                         | Руби               |
| 2016 | ф   | Песня про любовь                                                      | Lovesong                               | Минди              |
| 2016 | ф   | Под покровом ночи                                                     | Nocturnal Animals                      | Сэйдж Росс         |
| 2017 | ф   | На дне мира                                                           | Bottom of the World                    | Скарлетт           |
| 2018 | ф   | Общественная библиотека                                               | The Public                             | Майра              |
| 2019 | с   | Слишком стар, чтобы умереть молодым                                   | Too Old To Die Young                   | Диана ДеЯнг        |
| 2020 | ф   | Антебеллум                                                            | Antebellum                             | Элизабет           |
| 2020 | ф   | Дэвид Боуи: История человека со звёзд                                 | Stardust                               | Энджи Боуи         |
| 2020 | ф   | Лорелея                                                               | Lorelei                                | Долорес            |
| 2023 | ф   | Проклятие. Посвящение                                                 | Consecration                           | доктор Грейс Фарио |
| 2023 | ф   | Мятежная Луна: Дитя огня                                              | Rebel Moon — Part One: A Child of Fire | Хармада            |
| 2024 | ф   | Любовь истекает кровью                                                | Love Lies Bleeding                     | Бет                |